# أنبوب غايسلر

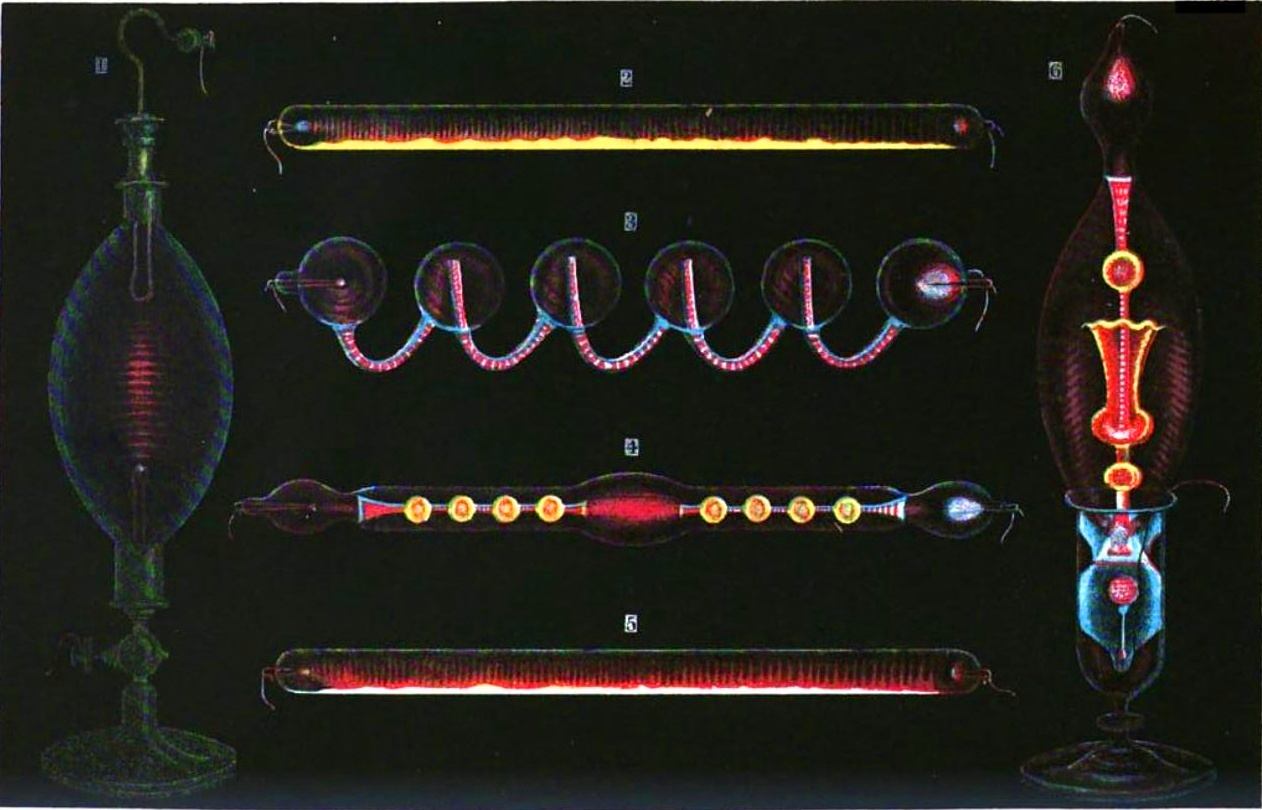
أشكال مختلفة من أنابيب غايسلر

أنبوب غايسلر (Geissler tube) هو واحد من أوائل أشكال أنابيب التفريغ التي صممت واستخدمت لعرض مبادئ التفريغ التألقي بشكل مشابه لإضاءة النيون الحديثة. اخترع هذا الأنبوب الألماني هاينرش غايسلر Heinrich Geißler سنة 1857.
يتكون أنبوب غايسلر من أسطوانة زجاجية مختومة مخلّاة جزئياً ومزودة بأقطاب كهربائية على النهايات. يمكن صوغ هذه الأنابيب على عدة أشكال، ويمكن أن تحوي غازات مثل النيون والآرغون أو الهواء أو بخار الزئبق.
عند تمرير فرق جهد مرتفع بين قطبي الأنبوب يمر تيار كهربائي عبر الأنبوب ويؤدي إلى إزاحة الإلكترونات من ذرات الغاز فتتشكل أيونات، وعندما تصطدم الإلكترونات بالأيونات مرة أخرى يصدر الغاز ضوءاً يكون مميزاً للمادة الموجودة في الأنبوب.

## اقرأ أيضاً
- أنبوب تفريغ
- تفريغ كهربائي في الغاز
- مصباح تفريغ غازي